# Anna Hazare
Kisan Baburao Hazare (15 de juny de 1937), popularment conegut com a Anna Hazare és un destacat líder i activista social de l'Índia, en la lluita del Moviment contra la corrupció del 2011, usant mètodes no-violents, seguint els ensenyaments de Mohandas Gandhi.
Hazare també ha contribuït al desenvolupament i estructuració de Ralegan Siddhi, un poble de Parner Taluka del districte d'Ahmednagar, Maharashtra, Índia. Va ser guardonat amb el premi Padma Bhushan, el tercer guardó civil més alt del Govern de l'Índia el 1992 pels seus esforços en l'establiment d'aquest poble com un model pels altres.
Anna Hazare va iniciar una indefinida vaga de fam el 5 abril de 2011 per exercir pressió sobre el govern de l'Índia per tal de promulgar una estricta llei contra la corrupció com es preveu en el Projecte de Llei Jan Lokpal, per a la institució d'un Defensor del Poble amb el poder per fer front a la corrupció en llocs públics.